# Dyacopterus brooksi
Dyacopterus brooksi  (Thomas, 1920) è un pipistrello appartenente alla famiglia degli Pteropodidi, endemico dell'Indonesia.

## Descrizione

### Dimensioni
Pipistrello di medie dimensioni con lunghezza dell'avambraccio tra 81 e 83 mm, la lunghezza della testa e del corpo tra 116 e 120 mm, la lunghezza della coda tra 17 e 20 mm, la lunghezza delle orecchie tra 19 e 21 mm e un peso fino a 91 g.

### Aspetto
Le parti dorsali e i fianchi sono brunastri, il petto e l'addome biancastri, mentre la testa non appare più scura del resto del corpo. Sulle spalle è presente una vasta zona giallastra. Le orecchie sono relativamente corte, strette e appuntite. I margini del labbro superiore sono ricoperti di verruche, un cuscinetto diviso da un solco longitudinale è presente all'estremità del labbro inferiore. La coda è corta, mentre l'uropatagio è ridotto ad una sottile membrana lungo la parte interna degli arti inferiori. I ciuffi di peli presenti nei maschi sui lati del collo sono poco sviluppati e leggermente più scuri della pelliccia circostante.

## Biologia

### Riproduzione
Una femmina che allattava è stata catturata in ottobre.

## Distribuzione e habitat
Questa specie è diffusa sull'isola di Sumatra e del Borneo.
Vive nelle foreste primarie e secondarie di pianura.

## Conservazione
La IUCN Red List, considerato il declino della popolazione del 30% negli ultimi quindici anni a causa della deforestazione, classifica D.brooksi come specie vulnerabile (VU).